# Belagerung von Brünn
Wallerfangen – Dömitz – Haselünne – Wittstock – Rheinfelden – Breisach – Wittenweiher – Vlotho – Ochsenfeld – Chemnitz – Bautzen – Freiberg – Riebelsdorfer Berg – Dorsten – Preßnitz – La Marfée – Wolfenbüttel – Kempener Heide – Schweidnitz – Breitenfeld – Tuttlingen – Freiburg – Philippsburg – Jüterbog –  Jankau – Herbsthausen – Alerheim – Brünn – Korneuburg – Totenhöhe – Hohentübingen –  Triebl – Zusmarshausen – Wevelinghoven – Dachau –  Prag

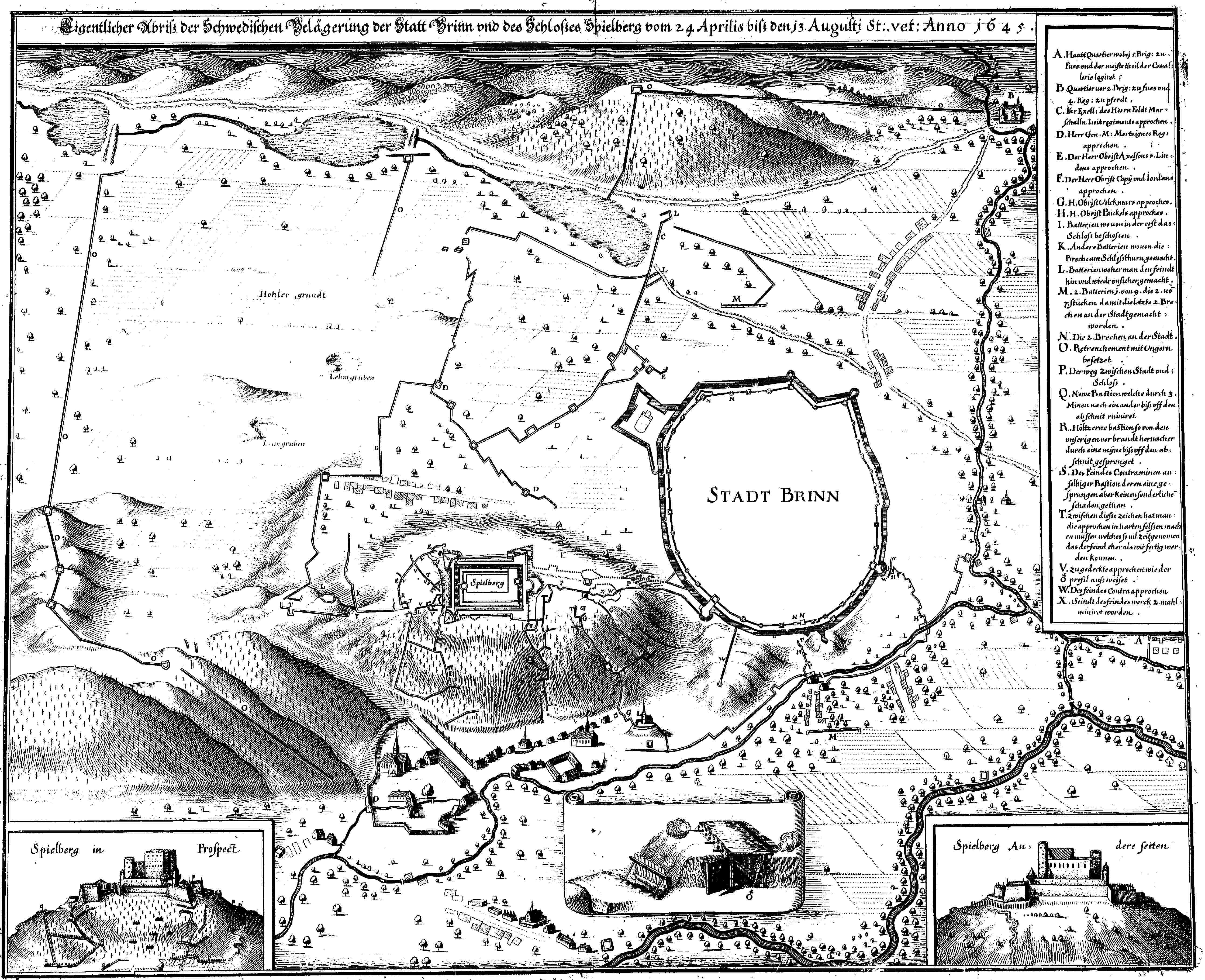
Plan der Stadt Brünn im Jahr 1645, d. h. während ihrer Belagerung durch die Schweden

Die Belagerung von Brünn vom 3. Mai bis zum 23. August 1645 war die zweite schwedische Belagerung der Stadt Brünn in der letzten Phase des Dreißigjährigen Krieges. Die Brünner Garnison, gebildet von 500 Soldaten und ungefähr 1000 Brünner Einwohnern, verteidigte die Stadt mit Erfolg gegen etwa 28.000 Soldaten des Generals Lennart Torstensson. Der Erfolg der Verteidiger war Ausgangspunkt einer glänzenden Karriere ihres Kommandanten Jean-Louis Raduit de Souches in Diensten der Habsburger; er beschäftigte für einige Monate das schwedische Heer und trug letztendlich dazu bei, dass Brünn zur Metropole von Mähren wurde (zuungunsten des eroberten Olmütz).

## Vorgeschichte
Kaiser Ferdinand II. machte 1636 Brünn zur Metropole von Mähren. Dort ließ er seine Statthalterei, das so genannte „Königliche Tribunal“ einrichten. Im Jahre 1642 wurde Brünn zum Sitz aller königlichen und Landesämter, da das bedeutsamere Olmütz seit 1642 von Schweden besetzt war. Als die Gefahr eines zu erwartenden schwedischen Angriffs deutlich wurde, flohen manche Landeswürdenträger nach Wien.
Am 31. Januar 1645 fielen Schweden über das Erzgebirge in die Länder der Böhmischen Krone ein und schlugen am 6. März in der Schlacht bei Jankau vernichtend das kaiserliche Heer von Ferdinand III. Dem schwedischen Feldherrn Lennart Torstensson und seiner Armee eröffnete sich dadurch der Weg nach Wien. Die Lage zwang ihn jedoch, vor der österreichischen Metropole Halt zu machen, denn sein Heer war mittlerweile deutlich erschöpft und es mangelte ihm an Vorräten, die zur Belagerung einer großen Stadt unabdingbar waren. Auch die Donau stellte eine schwer überwindbare Hürde dar. Er zog daher nach Mähren, wo sich das seit 1642 eroberte Olmütz als operativer Stützpunkt anbot und den Schweden einen Zugang zu den Lieferrouten ins Land öffnete. Dem vorgesehenen Vorstoß nach Wien stand nun nur eine bedeutsame Festung im Wege: die Stadt Brünn.

## Belagerung
Zum Kommandanten der Stadt wurde vom Kaiser am 14. März 1645 der 37-jährige Oberst französischer Abstammung, Jean-Louis Raduit de Souches, ernannt. Der Franzose genoss zunächst nur wenig Vertrauen unter den Brünner Bürgern, schon deswegen, da er ein protestantischer Hugenotte war. Sofort begann er, die Stadt und deren mäßige Streitkräfte für eine langwierige Belagerung vorzubereiten.
Er und der damalige Stadthauptmann entschieden, dass die Wehrbauten der Stadt erneuert und befestigt, bzw. neu erbaut werden. Alle Gebäude, die 600 Schritte oder näher an dem städtischen Mauerwerk standen, wurden abgerissen, alte Gräben wurden vertieft, stellenweise neue gegraben. Zur Sicherung der Verpflegung der Stadtbevölkerung wurde eine Mühle, getrieben von einem Ochsengespann, erbaut, alle Stadtbrunnen wurden gereinigt. Eine verdeckte Straße (strada coperta) verband dann die eigene Stadt mit der Festung Spielberg. Durch seine Entschlossenheit und Einstellung zur Sicherung der Stadtverteidigung verschaffte sich der Kommandant de Souches bald Respekt. Einem großen Mangel an Waffen begegnete er mit intensiver Produktion, an der sich die Stadtbevölkerung beteiligte. Die Anzahl der Verteidiger war klein, bewaffnet waren 1475 Mann, davon nur 426 Soldaten, die mäßigen Streitkräfte wurden praktisch von allen kampffähigen Männern der Stadt ergänzt, da Brünn per se vielleicht 5000 Einwohner samt Frauen und Kindern zählte. Alle waren trotzdem entschlossen, der achtzehnfachen Überzahl der belagernden Schweden standzuhalten. Anfang Mai 1645 wurde alles Nötige gerade rechtzeitig geschafft. Ausrüstung bestand aus Musketen, aber notdürftig auch aus Kriegssensen und anderen Bauernwaffen. In der Festung befanden sich auch Kanonen.
Die Belagerung von Brünn dauerte vom 3. Mai 1645 bis zum 23. August 1645, bis die Schweden erschöpft abzogen.

## Folgen
Nach der kräftezehrenden und gescheiterten Belagerung Brünns war seitens der Schweden an eine Fortsetzung der Operationen im Raum um Wien nicht mehr zu denken. Das erfolgreiche Operieren der kaiserlichen Streitkräfte in Böhmen und Schlesien wiederum verwehrte dem Nachfolger Torstenssons, Generalleutnant Arvid Wittenberg, auch im folgenden Jahr erneute Vorstöße in das heutige österreichische Bundesland Niederösterreich. Die schwedischen Garnisonen an der Donau und in den übrigen Landesteilen blieben daher auf sich allein gestellt, was ihre Rückeroberung, insbesondere jene der beiden wichtigen schwedischen Festungen Krems und Korneuburg, wesentlich begünstigte.